# Aeroportul Rukumkot
Aeroportul Rukumkot (IATA: RUK, ICAO: VNCJ) este un aeroport din Nepal ce deservește zona Rukum District⁠(d).
Situat la o altitudine de 762 m, aeroportul dispune de o singură pistă.